# Campeonato Timorense de Futebol - Segunda Divisão de 2019
A Liga Futebol Amadora - Segunda Divisão de 2019 foi a quarta edição do segundo nível do Campeonato Timorense de Futebol. Foi organizada pela Federação de Futebol de Timor-Leste e contou com 12 times participantes.
O campeonato iniciou-se em abril, com a partida entre o FC Aitana e a equipa do Porto Taibesse. O campeão do torneio foi o DIT FC, que venceu o FC Aitana na final por 3 a 1.

## Sistema de Disputa
Nesta edição, o torneio voltou a ser disputado em seu formato original, com as 12 equipes sendo divididas em dois grupos, onde jogam entre si em turno único. Ao final, as equipas vencedoras de cada grupo são promovidas para a Primeira Divisão, e disputam uma partida final para a definição do campeão da Segunda Divisão. A pior equipa de cada grupo será rebaixada para a Terceira Divisão.

## Equipes Participantes
Participaram nesta edição os dois clubes rebaixados da Primeira Divisão de 2018, além dos dez clubes remanescentes da Segunda Divisão de 2018, já que não houve rebaixamento.
| Clube                             | Município | Cidade   | Em 2018                  |
| --------------------------------- | --------- | -------- | ------------------------ |
| Aitana                            | Díli      | Díli     | 6º colocado              |
| Cacusan Clube do Futebol (R)      | Díli      | Díli     | 8º colocado (1ª Divisão) |
| DIT FC (R)                        | Díli      | Díli     | 7º colocado (1ª Divisão) |
| FC Fitun Estudante Lorosae (FIEL) | Díli      | Díli     | 8º colocado              |
| FC Lero                           | Lautém    | Iliomar  | 10º colocado             |
| Kablaki F.C.                      | Manufahi  | Same     | 11º colocado             |
| Lica-Lica Lemorai                 | Viqueque  | Viqueque | 7º colocado              |
| FC Nagarjo                        | Díli      | Díli     | 5º colocado              |
| Porto Taibesse                    | Díli      | Díli     | 9º colocado              |
| Santa Cruz F.C.                   | Díli      | Díli     | 12º colocado             |
| Sporting Clube de Timor           | Díli      | Díli     | 3º colocado              |
| Zebra F.C.                        | Baucau    | Baucau   | 4º colocado              |

## Classificação

### Grupo A
| # | Equipa          | J | V | E | D | GP | GC | SG  | Pts | Classificação                     |
| - | --------------- | - | - | - | - | -- | -- | --- | --- | --------------------------------- |
| 1 | Aitana (P)      | 5 | 4 | 1 | 0 | 16 | 2  | +14 | 13  | Promovido à 1ª Divisão de 2020-21 |
| 2 | Kablaki F.C.    | 5 | 3 | 1 | 1 | 13 | 10 | +3  | 10  | Salvos                            |
| 3 | Porto Taibessi  | 5 | 3 | 1 | 1 | 9  | 8  | +1  | 10  | Salvos                            |
| 4 | Fitun Estudante | 5 | 1 | 2 | 2 | 5  | 5  | 0   | 5   | Salvos                            |
| 5 | Zebra F.C.      | 5 | 1 | 0 | 4 | 6  | 15 | −9  | 3   | Salvos                            |
| 6 | Cacusan (R)     | 5 | 0 | 1 | 4 | 6  | 15 | −9  | 1   | Rebaixado                         |

Última atualização em 31 de maio de 2019
Fonte: [carece de fontes?]
Regras para classificação: 1º pontos; 2º saldo de gols; 3º gols pró.
(C) = Campeão; (R) = Rebaixado; (P) = Promovido; (O) = Vencedor do play-off; (A) = Classificado para a próxima fase. 
Somente aplicável se a temporada não tiver terminado: 
(Q) = Classificado para a fase do torneio indicada; (TQ) = Classificado para o torneio, mas não para a fase indicada; (DQ) = Desclassificado do torneio.

### Grupo B
| # | Equipa      | J | V | E | D | GP | GC | SG  | Pts | Classificação                     |
| - | ----------- | - | - | - | - | -- | -- | --- | --- | --------------------------------- |
| 1 | DIT FC (P)  | 5 | 3 | 2 | 0 | 18 | 5  | +13 | 11  | Promovido à 1ª Divisão de 2020-21 |
| 2 | FC Nagarjo  | 5 | 3 | 1 | 1 | 18 | 10 | +8  | 10  | Salvos                            |
| 3 | Lica-Lica   | 5 | 2 | 0 | 3 | 10 | 16 | −6  | 6   | Salvos                            |
| 4 | Santa Cruz  | 5 | 2 | 0 | 3 | 3  | 14 | −11 | 6   | Salvos                            |
| 5 | Sporting    | 5 | 1 | 2 | 2 | 8  | 6  | +2  | 5   | Salvos                            |
| 6 | FC Lero (R) | 5 | 1 | 1 | 3 | 9  | 15 | −6  | 4   | Rebaixado                         |

Última atualização em 31 de maio de 2019
Fonte: [carece de fontes?]
Regras para classificação: 1º pontos; 2º saldo de gols; 3º gols pró.
(C) = Campeão; (R) = Rebaixado; (P) = Promovido; (O) = Vencedor do play-off; (A) = Classificado para a próxima fase. 
Somente aplicável se a temporada não tiver terminado: 
(Q) = Classificado para a fase do torneio indicada; (TQ) = Classificado para o torneio, mas não para a fase indicada; (DQ) = Desclassificado do torneio.

## Final do Campeonato
| 19 de julho de 2019 | FC Aitana         | 1 – 3     | DIT FC                                      | Estádio Municipal de Díli, Timor-Leste |
| 16:00 UTC+9         | Nelson Freitas 3' | Relatório | José Santos 66', 90+1' · Ervindo Soares 68' |                                        |

## Premiação
| Campeonato Timorense de Futebol - Segunda Divisão de 2019 |
| Timor-Leste                                               |
| --------------------------------------------------------- |
| DIT FC Campeão (1º título)                                |

### Terceira Divisão
Emmanuel FC e A.S. Marca foram promovidos para a Segunda Divisão de 2020.

## Ligações Externas
- Liga Futebol Amadora - Página oficial no Facebook